# Helenópolis (Palaestina Secunda)

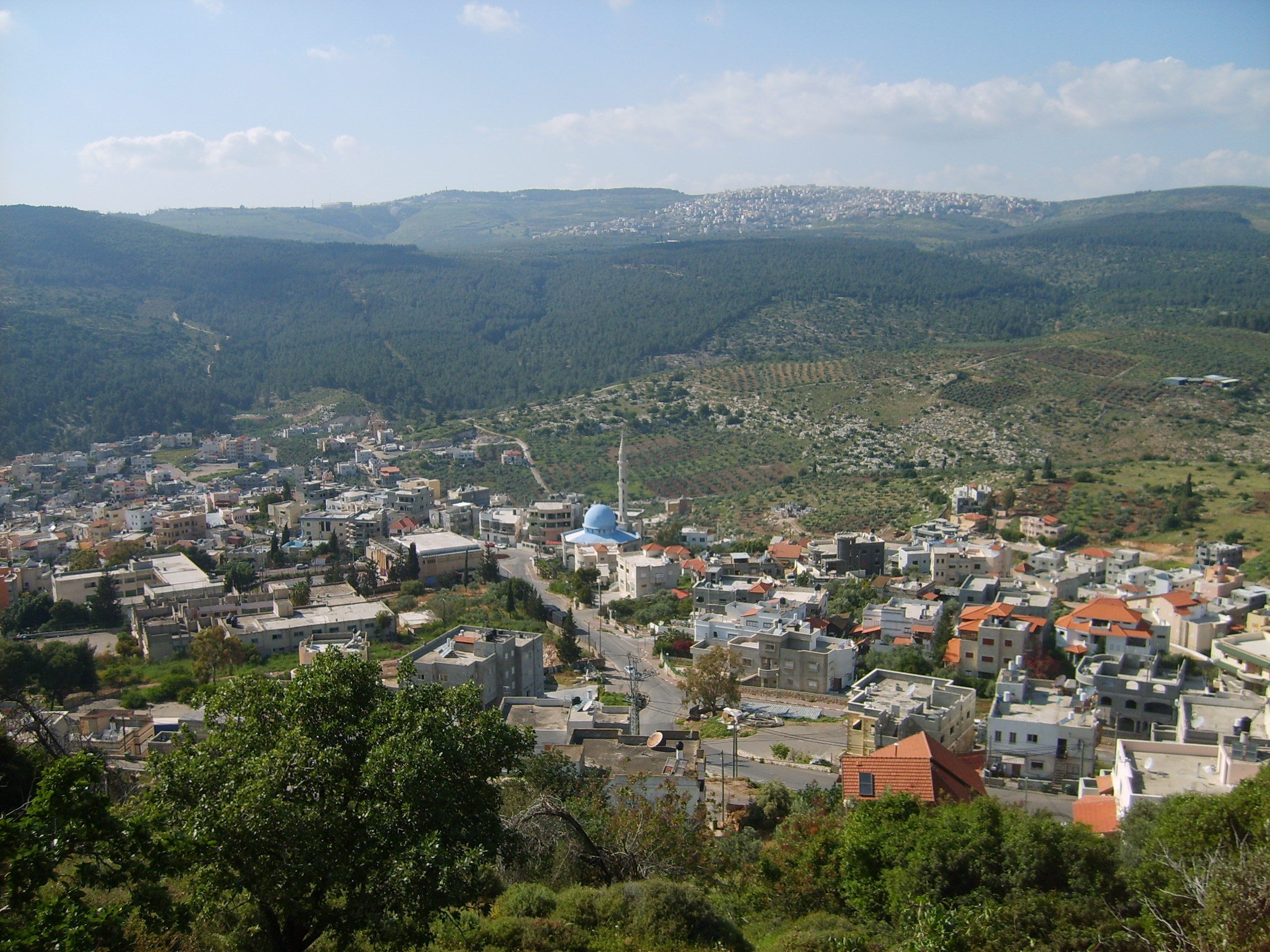
Vista de la aldea moderna de Daburiyya

Helenópolis (en griego: Ἑλενόπολις) fue una ciudad y sede episcopal de la provincia romana de la Palaestina Secunda.
Su nombre honra a santa Helena,madre del emperador Constantino el Grande. ha sido identificada con la moderna aldea de Daburiyya o bien con  Kfar Kama.
Actualmente es una sede titular latina de la Iglesia católica, y su último obispo titular fue John Francis Hackett.